# L'Œuf du coucou
Ne doit pas être confondu avec L'Appel du Coucou.
L'Œuf du coucou (titre original : Cuckoo's Egg) est un roman de C. J. Cherryh publié en 1985. Un enfant humain est élevé par un alien de la race des Shonun : le lecteur est pris à contrepied en adoptant le point de vue des Shonun, pour qui les humains sont des aliens.

## Résumé
À la suite des violents combats qui les ont opposés à une équipe de reconnaissance humaine, les Shonun décident d'élever un enfant humain, obtenu par clonage à partir de l'ADN d'un des membres de l'expédition, qui pourra servir d'émissaire et empêcher un conflit destructeur quand d'autres humains se présenteront. 
Peu à peu, l'enfant s'initie aux lois et aux pratiques de la communauté. Il suit l'enseignement des juges-guerriers pour se préparer au mieux au rôle auquel il est destiné.

## Place du roman dans l'oeuvre de C. J. Cherry
L'Œuf du coucou fait partie de la série l'Ère d'Exploration de C. J. Cherryh, qui comporte trois titres :
- Port Éternité (1982)
- Le Voyageur de la nuit (1984)
- L'Œuf du coucou (1985)